# Chloraeinae
Chloraeinae je podtribus orhideja, dio tribusa Cranichideae, potporodica Orchidoideae. Sastoji se od tri roda.

## Rodovi
Subtribus Chloraeinae Pfitzer
1. Chloraea Lindl. (50 spp.)
2. Gavilea Poepp. (17 spp.)
3. Bipinnula Comm. ex Juss. (10 spp.)